# Coronospora dendrocalami
Coronospora dendrocalami är en svampart som beskrevs av M.B. Ellis 1971. Coronospora dendrocalami ingår i släktet Coronospora, ordningen Pleosporales, klassen Dothideomycetes, divisionen sporsäcksvampar och riket svampar.   Inga underarter finns listade i Catalogue of Life.